# Coppa di Serbia di pallacanestro maschile
La Coppa di Serbia di pallacanestro, nota anche come Coppa Radivoj Korać, è un trofeo nazionale serbo organizzato annualmente dal 2003 (allora Coppa di Serbia e Montenegro).

## Albo d'oro

### Coppa di Serbia e Montenegro
- 2003  FMP Železnik
- 2004  Stella Rossa
- 2005  FMP Železnik
- 2006  Stella Rossa

### Coppa di Serbia
- 2007  FMP Železnik
- 2008  Partizan
- 2009  Partizan
- 2010  Partizan
- 2011  Partizan
- 2012  Partizan
- 2013  Stella Rossa
- 2014  Stella Rossa
- 2015  Stella Rossa
- 2016  Mega Belgrado
- 2017  Stella Rossa
- 2018  Partizan
- 2019  Partizan
- 2020  Partizan
- 2021  Stella Rossa
- 2022  Stella Rossa
- 2023  Stella Rossa
- 2024  Stella Rossa
- 2025  Stella Rossa

## Vittorie per club
| Squadra       | Vittorie | Anni                                                             |
| ------------- | -------- | ---------------------------------------------------------------- |
| Stella Rossa  | 11       | 2004, 2006, 2013, 2014, 2015, 2017, 2021, 2022, 2023, 2024, 2025 |
| Partizan      | 8        | 2008, 2009, 2010, 2011, 2012, 2018, 2019, 2020                   |
| FMP Železnik  | 3        | 2003, 2005, 2007                                                 |
| Mega Belgrado | 1        | 2016                                                             |

## Record
I giocatori che detengono il numero maggiore di edizioni vinte sono:
| Nome         | Club             | Vittorie | Anni                                                 |
| ------------ | ---------------- | -------- | ---------------------------------------------------- |
| Branko Lazić | Stella Rossa (9) | 9        | 2013, 2014, 2015, 2017, 2021, 2022, 2023, 2024, 2025 |

Gli allenatori che detengono il numero maggiore di edizioni vinte sono:
| Nome           | Club             | Vittorie | Anni                         |
| -------------- | ---------------- | -------- | ---------------------------- |
| Dejan Radonjić | Stella Rossa (5) | 5        | 2014, 2015, 2017, 2021, 2022 |